# 南奥塞梯共产党
南奥塞梯共产党（羅馬化：Respublikæ Hussar Irystony Kommuniston parti），又称南奥塞梯共和国共产党（俄语：Коммунистическая партия Республики Южная Осетия，缩写为），是南奥塞梯的一个共产主义政党。该党成立于1993年。它的第一书记是斯坦尼斯拉夫·科奇耶夫。总部位于茨欣瓦利。它是共产党联盟—苏联共产党的成员。